# Атипичная пневмония
Атипичная пневмония — группа пневмоний, вызываемых «нетипичными» возбудителями и обладающих необычным клиническим течением. Если развитие атипичной пневмонии не связано с другим заболеванием, такая пневмония носит название первичной (ПАП).

## Общие сведения
Термин был предложен в 1930-е годы в противоположность хорошо известной в то время и наиболее часто встречавшейся бактериальной пневмонии, вызываемой пневмококком (Streptococcus pneumoniae). Такое разделение позволяло дифференцировать пневмонию с «типичными» респираторными симптомами (долевую, или крупозную пневмонию) и нетипичные по клинической картине варианты пневмонии (изначально все такие атипичные по проявлениям пневмонии трактовались как микоплазменные). Атипичные пневмонии обычно отличаются сглаженностью «классических» симптомов (среднее количество отделяемой мокроты, отсутствие лёгочной консолидации, небольшой лейкоцитоз и т. д.) с преобладанием в клинической картине второстепенных симптомов — головной боли, миалгии, боли и першения в горле, слабости.
В настоящее время, для клинической практики симптоматические различия между атипичными и типичными пневмониями не играют столь важной роли, так как для терапии пневмонии решающее значение имеет точное определение возбудителя. Помимо этого, в наши дни пневмококковая пневмония встречается относительно более редко.
Атипичные возбудители могут принадлежать к бактериям, вирусам, грибам и простейшим. Ранее все известные в то время патогены атипичной пневмонии (Mycoplasma, Chlamydia и Legionella) рассматривались как вирусы, в связи с чем атипичная пневмония также носила название «небактериальной». Однако, даже несмотря на то, что часть атипичных возбудителей признаны бактериями, все они обладают «нетипичными» признаками (отсутствие клеточной стенки у микоплазмы, внутриклеточное паразитирование хламидии и т. д.), что влияет на их чувствительность к определённым группам антибактериальных препаратов и требует корректной идентификации возбудителя.

## Симптомы
Как правило, атипичные возбудители вызывают нетипичные симптомы:  
- Отсутствие ответа на сульфаниламиды[7] и бета-лактамные антибиотики
- Отсутствие признаков опеченения (консолидации) доли лёгкого[8][9], что свидетельствует о небольшой распространённости воспалительного процесса. Однако, при прогрессировании процесса, возможно развитие и долевой пневмонии.
- Отсутствие или малая выраженность лейкоцитоза.
- Наличие внелёгочных симптомов, соответствующих возбудителю[5].
- Среднее количество отделяемой мокроты или её отсутствие.
- Небольшая альвеолярная экссудация.[10]
- Несоответствие внешних проявлений (высокой лихорадки, головной боли, сухого, а затем влажного кашля с формированием консолидации лёгкого) физикальным данным. Объективно пациент выглядит лучше, чем должно следовать из симптомов.[1][7].

## Причины
Наиболее часто вызывают атипичную пневмонию следующие бактерии (зачастую внутриклеточные):
- Chlamydia pneumoniae, вызывает лёгкую форму пневмонии с относительно мягкими симптомами.
- Chlamydia psittaci, вызывает орнитозную пневмонию.
- Coxiella burnetii, причина Ку-лихорадки.
- Francisella tularensis, вызывает туляремийную пневмонию.
- Legionella pneumophila, вызывает тяжёлую форму пневмонии (легионеллёз, болезнь легионеров) с относительно высокой смертностью.
- Mycoplasma pneumoniae[11], обычно встречается у детей и подростков, может ассоциироваться с неврологическими и системными проявлениями (например, сыпью).

Помимо этого, атипичная пневмония может быть грибковой, протозойной или вирусной природы.

В прошлом большинство паразитов выявлялись с трудом. Однако современные методики способствуют однозначной идентификации патогенов, что позволяет подобрать более индивидуальную терапию. 

### Вирусная атипичная пневмония
Среди известных причин вирусной атипичной пневмонии — респираторный синцитиальный вирус человека (РСВ), вирусы гриппа A и B, вирус парагриппа, аденовирус, цитомегаловирус, вирус тяжёлого острого респираторного синдрома (SARS), вирус кори и т.д.

## Диагностика
Рентгенография грудной клетки часто обнаруживает воспалительные изменения в лёгочной ткани ещё до манифестации клинических проявлений атипичной пневмонии (так называемая скрытая пневмония).
Ряд атипичных пневмоний (например, пневмоцистная пневмония, инвазивный аспергиллёз лёгких) развиваются как правило в условиях иммунодефицита, на фоне которого рентгенологические проявления могут быть минимальными, в связи с чем таким пациентам показано проведение компьютерной томографии.

## Эпидемиология
Микоплазменная пневмония чаще встречается у пациентов молодого возраста, легионеллёз, напротив, чаще обнаруживается у пожилых лиц.